# Валдайское озеро
Валда́йское озеро (озеро Валдай) — озеро, расположенное на Валдайской возвышенности, на территории Валдайского национального парка в Валдайском районе Новгородской области.
Площадь озера без островов составляет 19,7 км²; средняя глубина — 12 метров (максимальная — 60 м). Валдайское озеро покрыто льдом с начала декабря по начало мая. В средней части расположен остров Рябиновый, делящий озеро на два плёса.
Валдайское озеро соединено с озером Ужин каналом «Копкой». Канал был построен на средства Иверского монастыря в 1862 году на месте речки Федосеевки, длина которой составляла около 150 м.
Валдай — живописное озеро ледникового происхождения. Знаменито плёсами и песчаными пляжами. На озере несколько островов; три острова считаются самыми крупными: Берёзовый, Рябиновый, Паточный.
На острове Сельвицкий находится историко-архитектурный памятник XVII—XVIII веков — ансамбль зданий Валдайского Иверского монастыря. В 2007—2008 годах была проведена реконструкция Иверского монастыря: построены два моста и асфальтовая дорога, соединяющие монастырь с берегом через остров Руднев, проведены электрификация и газификация острова. 12 января 2007 года монастырский храм был освящён Алексием II.
На западном берегу озера расположен город Валдай.